# Monchy-Lagache

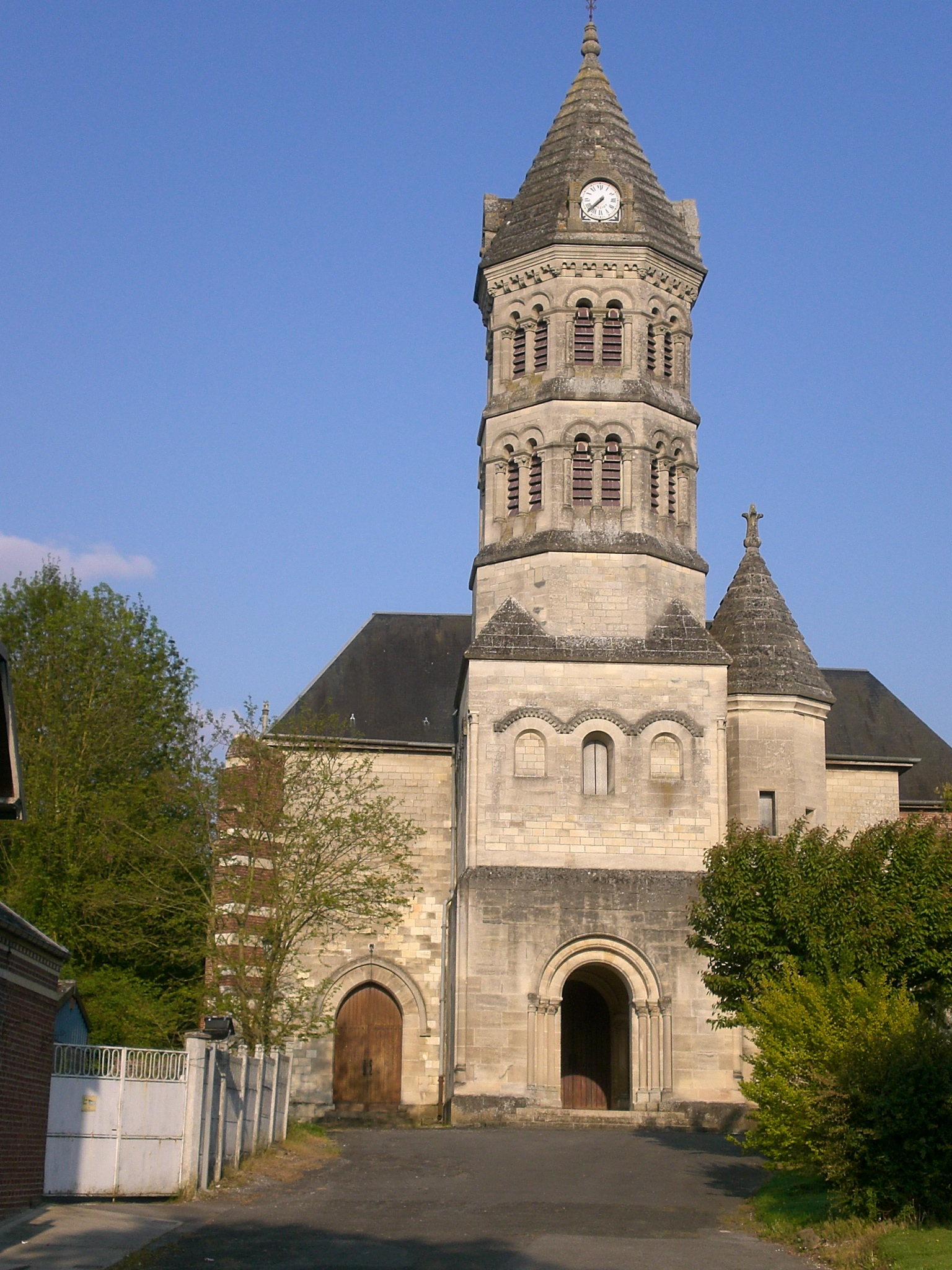
Kerk

Monchy-Lagache is een gemeente in het Franse departement Somme (regio Hauts-de-France) en telt 755 inwoners (2004). De plaats maakt deel uit van het arrondissement Péronne.

## Geografie
De oppervlakte van Monchy-Lagache bedraagt 15,4 km², de bevolkingsdichtheid is 49,0 inwoners per km².
De onderstaande kaart toont de ligging van Monchy-Lagache met de belangrijkste infrastructuur en aangrenzende gemeenten.

## Demografie
Onderstaande figuur toont het verloop van het inwonertal (bron: INSEE-tellingen).